# Nebelkrähe
Die Nebelkrähe (Corvus cornix) ist eine eurasische Vogelart der Gattung Corvus und gehört zur Familie der Rabenvögel (Corvidae). Sie ist weit verbreitet und kommt in Nord-, Ost- und Südosteuropa sowie in Teilen des Nahen Ostens vor. Die Nebelkrähe ist ein aschgrauer Vogel mit schwarzem Kopf, Hals, Flügeln, Schwanz und Oberschenkelfedern sowie einem schwarzen Schnabel, Augen und Füßen. Wie andere Rabenvögel ist sie ein Allesfresser.
Die Nebelkrähe ist der Raben- bzw. Aaskrähe (Corvus corone) in Morphologie und Lebensweise so ähnlich, dass sie viele Jahre von den meisten Fachleuten als Unterart der Rabenkrähe angesehen wurde. Die Hybridisierung, die dort beobachtet wurde, wo sich ihre Bereiche überlappen, verstärkte diese Ansicht.
Seit einigen Jahren wird der Nebelkrähe zunehmend der Status einer eigenen Art zugesprochen. Parkin vertrat 2003 die Auffassung, dass die Corvus cornix- und Corvus corone-Linien ihre getrennten Identitäten über Zeit und Raum bewahren ... Sie sollten als eigenständige Arten betrachtet werden. Die Royal Society for the Protection of Birds (RSPB), die Avibase – Die Weltvogel-Datenbank und die von der International Ornithologists’ Union (IOU) geführte IOC World Bird List betrachten die Nebelkrähe heute als eigene Art. Auch in der Artenliste der Vögel Deutschlands billigen Barthel und Krüger der Nebelkrähe den Art-Rang zu.
Das Handbook of the Birds of the World hingegen ordnet die Nebelkrähe als Corvus corone cornix und somit als Unterart der Rabenkrähe ein.

## Taxonomie
Die Nebelkrähe war eine der vielen Arten, die Carl von Linné ursprünglich in seiner wegweisenden 10. Ausgabe von Systema Naturae von 1758 beschrieben hatte. Er gab ihr den binomischen Namen Corvus cornix. Linné spezifizierte die Typ-Lokalität als Europa. Dies wurde 1903 vom deutschen Ornithologen Ernst Hartert auf Schweden beschränkt. Der Gattungsname Corvus steht lateinisch für „Rabe“, während das spezifische Epitheton Cornix „Krähe“ bedeutet. Da die Nebelkrähe viele Jahre als Unterart der Rabenkrähe angesehen wurde, war sie lange als Corvus corone cornix bekannt.

### Unterarten
Die IOC World Bird List der International Ornithologists’ Union (IOU) beschreibt heute vier Unterarten der Nebelkrähe:
- C. c. cornix (Linnaeus, 1758) Die Art kommt in Europa von Teilen Großbritanniens, Irlands und Skandinaviens im Norden, über Teile Mittel- und Osteuropas bis nach Korsika im Süden vor.
- C. c. sharpii (Oates, 1889) Sie wurde benannt nach dem englischen Zoologen Richard Bowdler Sharpe. Dies ist eine blasser graue Form, die von Westsibirien bis in die Kaukasusregion und dem Iran vorkommt.[12]
- C. c. pallescens (Madarász, 1904) Sie kommt vor in der Türkei und Ägypten, und ist eine blassere Form, wie der lateinische Name schon sagt.[4]
- C. c. capellanus (Sclater, PL, 1877) Sie wird manchmal als eigene Art betrachtet. Diese charakteristische Form kommt im Irak und im Südwesten des Iran vor. Sie hat ein sehr hellgraues Gefieder, das aus der Ferne fast weiß aussieht.[12][13]

### Genetischer Vergleich mit der Rabenkrähe
Jelmer Poelstra und Mitarbeiter sequenzierten fast das gesamte Genom beider Arten verschiedener Populationen in unterschiedlichen Entfernungen von der Kontaktzone und fanden heraus, dass es nur wenige Unterschiede im Aufbau des Erbguts der Vögel gibt, was dafür spricht, dass ein erheblicher Genfluss zwischen beiden Rabenvögeln vorhanden ist. Nur in winzigen Regionen des Erbguts (< 0,28 %) fanden Poelstra und Mitarbeiter genetische Unterschiede zwischen Nebel- und Rabenkrähen. Die meisten Unterschiede fanden die Wissenschaftler auf einem Abschnitt des Chromosoms 18. Dort liegen Gene, die unter anderem für die Färbung des Gefieders zuständig sind, was dem Oberkörper der Nebelkrähe die hellere Gefiederfärbung verleiht. Diese Unterschiede im Genom reichten trotz der Paarungen in der Hybridisierungszone aus, um die beiden Phänotypen aufrechtzuerhalten, obwohl es in der Hybridisierungszone regelmäßig Paarungen zwischen Nebel- und Rabenkrähen gibt. Daher können die beiden Arten lebensfähig hybridisieren und tun dies gelegentlich in der Kontaktzone. Jedoch paaren sich die ganz schwarzen Rabenkrähen auf der einen Seite der Kontaktzone fast ausschließlich mit anderen ganz schwarzen Rabenkrähen. Das Gleiche gilt für die Nebelkrähen auf der anderen Seite der Kontaktzone. Poelstra und Mitarbeiter kamen zu dem Schluss, dass nur das äußere Erscheinungsbild der beiden Arten die Hybridisierung hemmt. Bei den Paarungen zwischen einer Raben- und einer Nebelkrähe entsteht beim Nachwuchs oft eine ungewöhnliche Gefiederfärbung. Diese macht die Vögel anscheinend unattraktiv. Sie finden schwieriger selbst wieder einen Partner, und ihre „Genmischung“ beziehungsweise ihr neuer Phänotyp setzt sich nicht durch. Durch Rückkreuzung entstehen teilweise Mischlinge, die äußerlich den Elternvögeln ähneln, also Raben- oder Nebelkrähe. Diese Vögel können dann Genmaterial über die Hybridisierungszone hinweg in die jeweils andere Population einbringen und sorgen so für die Durchmischung im Großteil des Genoms zwischen den Populationen.

## Beschreibung

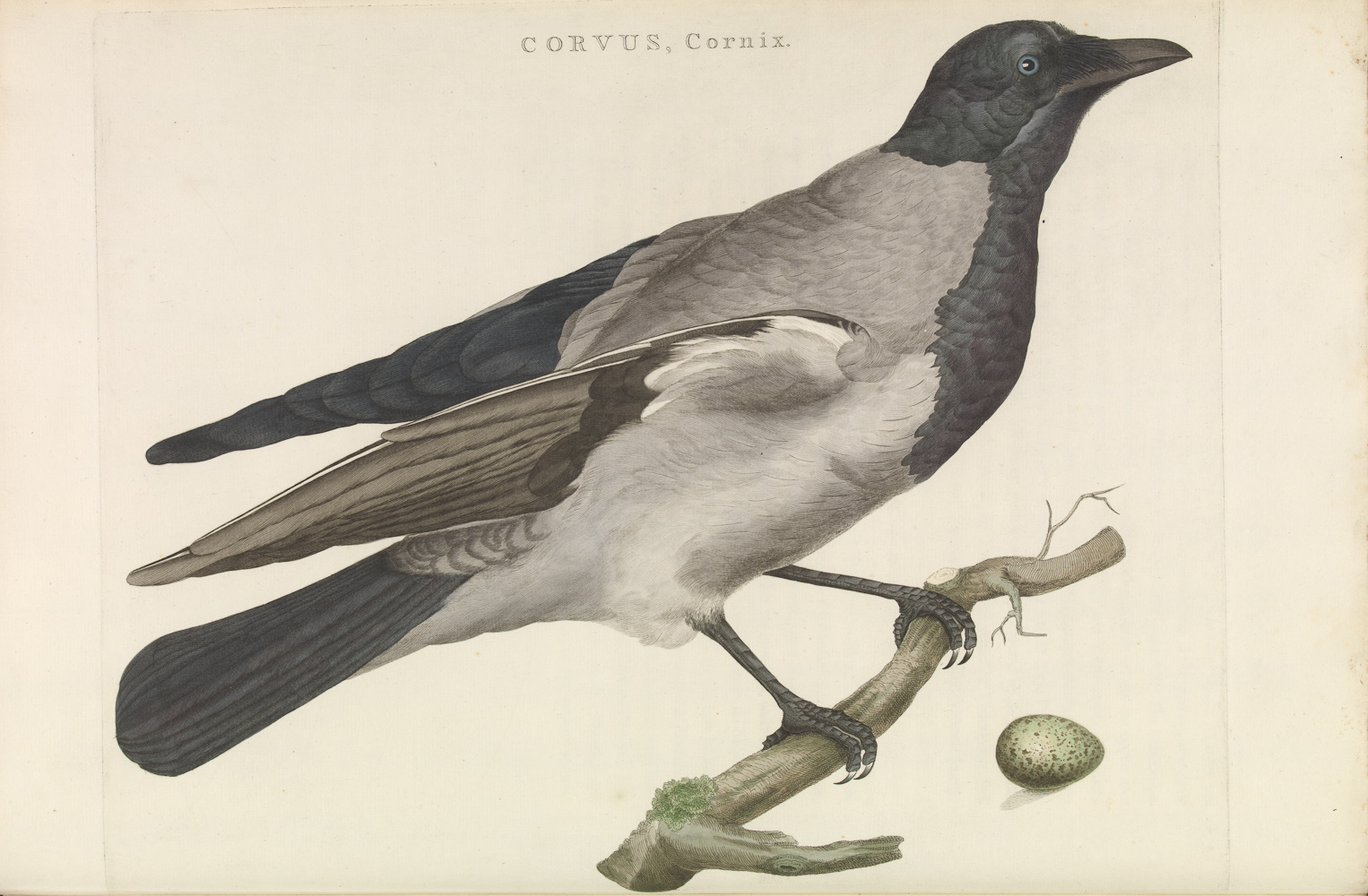
Corvus Cornix

Die Nebelkrähe gleicht in der Gestalt der Rabenkrähe (C.c. corone). Mit Ausnahme von Kopf, Kehle, Flügeln, Schwanz und Schenkelfedern, die schwarz und meist glänzend sind, ist das Gefieder der Nebelkrähe aschgrau. Der kräftige Schnabel und die Beine sind schwarz; die Iris dunkelbraun. Der ausgefranste schwarze Brustlatz variiert in der Größe. Im Herbst findet wie bei anderen Krähenarten nur eine Mauser statt. Männliche Nebelkrähen sind in der Regel größer als weibliche, obwohl die beiden Geschlechter ansonsten ähnlich aussehen. Ihr Flug ist langsam, schwer und normalerweise gerade. Die Länge der Nebelkrähe variiert zwischen 48 und 54 cm und ähnelt stark der Rabenkrähe. Ihre ausgebreiteten Flügel erreichen eine Spannweite von etwa einem Meter. Beim ersten Schlüpfen sind die Jungen schwärzer als die Eltern. Jugendliche haben ein stumpferes Gefieder mit bläulichen oder gräulichen Augen. Das Gewicht der ausgewachsenen Vögel beträgt etwa 400 bis 600 g bzw. durchschnittlich 510 g.
Die Nebelkrähe mit ihren kontrastierenden Grau- und Schwarztönen unterscheidet sich optisch sowohl von der Rabenkrähe als auch von der Saatkrähe, aber die kraa-Rufe der Nebelkrähe und der Rabenkrähe sind fast nicht zu unterscheiden.

## Verbreitung

Verbreitungsgebiet der Nebelkrähe

### Verbreitung der Nebelkrähe
Die Nebelkrähe besiedelt in Westeuropa Irland und Nord-Schottland und schließt am Kontinent an das Verbreitungsgebiet der Rabenkrähe an. Sie ist in ganz Skandinavien, Dänemark, Russland und Polen zu Hause. Weiterhin findet man sie im Osten Deutschlands, in der Tschechischen Republik und in Ostösterreich und südwärts des Alpenbogens in Italien und auf dem Balkan. In Zentral- und Ostasien schließt an die Ostgrenze des Nebelkrähenareals die Rabenkrähe C. c. orientalis an. Wo sich Raben- und Nebelkrähenareal in Europa treffen, ist ein stabiler maximal 150 km breiter Hybridgürtel ausgebildet (vereinzelt bis Hamburg, West-Niedersachsen, eventuell Hybrid-Nachfahren), in dem die beiden Ausgangsformen und fruchtbare Hybriden leben. Diese Mischzone reicht in Deutschland etwa von Ostmecklenburg, südwärts zur Elbe und an dieser entlang bis nach Tschechien.

### Untersuchung der Hybridzone zwischen Dresden und Magdeburg (2006)
In einer Untersuchung der Universität Leipzig wurde 2006 die Hybridzone (oder besser Zone der Überlappung und Hybridisation) zwischen Dresden und Magdeburg zwischen Rabenkrähe und Nebelkrähe untersucht. Hier leben sowohl phänotypisch reine Raben- und Nebelkrähen als auch Hybriden in verschiedenen feldornithologisch unterscheidbaren Phänotypen. Wilhelm Meise skizzierte 1928 in seiner grundlegenden Arbeit den Verlauf der Hybridzone durch das gesamte Europa. Basierend auf einem Vergleich mit diesen Daten wurde untersucht, ob und in welche Richtung sich die Hybridzone verschob. Dabei kam die Untersuchung zu folgenden Ergebnissen:
- Die Hybridzone blieb seit 1928 weitgehend stabil.
- Die Zone ist relativ schmal.
- Es gibt Hinweise auf assortative Partnerwahl.[23]

Der folgenden Tabelle kann die Verschiebung der 50:50 Linie von 1928 bis 2006 entnommen werden.
(Die Zeilen der Tabelle geben die geographische Breite und die Spalten die geographische Länge des untersuchten Gebiets an und die farblich unterlegten Felder die Verteilung der Arten von 2006.)
|       | 11°28 | 11°44 | 12°00 | 12°16 | 12°32 | 12°48 | 13°04 | 13°20 |
| 52°20 | 50:50 | 50:50 |       |       |       |       |       |       |
| ----- | ----- | ----- | ----- | ----- | ----- | ----- | ----- | ----- |
| 52°10 | 50:50 | 50:50 |       |       |       |       |       |       |
| 52°00 |       |       | 50:50 |       |       |       |       |       |
| 51°50 |       |       |       | 50:50 |       |       |       |       |
| 51°40 |       |       |       |       | 50:50 |       |       |       |
| 51°30 |       |       |       |       |       | 50:50 |       |       |
| 51°20 |       |       |       |       |       |       |       |       |
| 51°10 |       |       |       |       |       |       |       | 50:50 |

(Raster: 16 Längenminuten, 10 Breitenminuten; Angabe der Nordwestecke (Gauß-Krüger-Koordinaten))
| 50:50                          |                      |                        |                        |                   |
| 50:50 "Linie" von Meise (1928) | 50:50 "Linie" (2006) | überwiegend Nebelkrähe | überwiegend Rabenkrähe | > 95 % Rabenkrähe |

### Mögliche Herkunft der Art

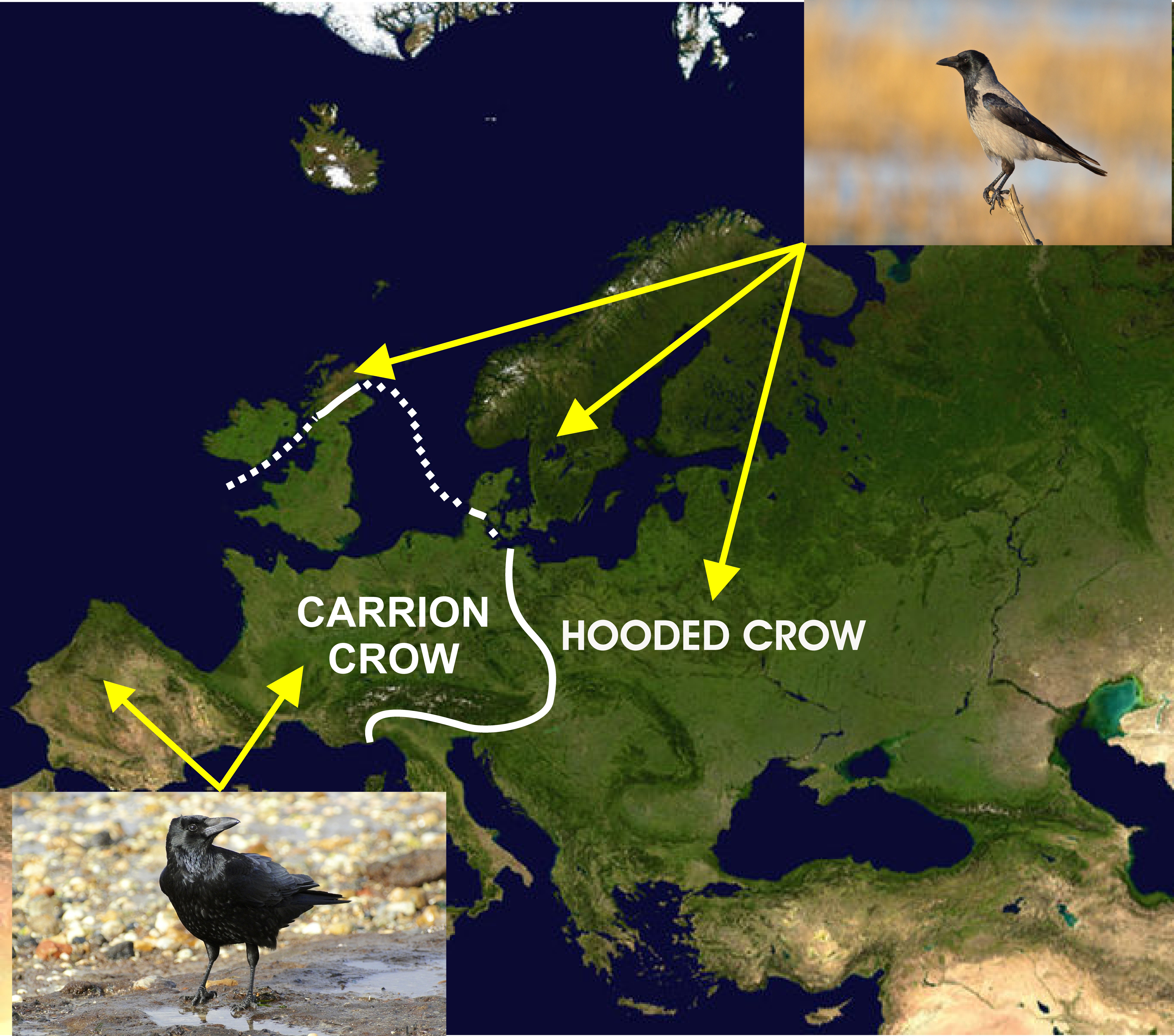
Verbreitungskarte von Aas- und Nebelkrähe mit Kontaktzone (weiße Linie)

Die heutige Trennlinie der Verbreitung von Nebelkrähe und Rabenkrähe ist in der beigefügten Abbildung dargestellt. Über die genaue Herkunft der Art Corvus corone ist wenig bekannt. Eine Theorie über die Entstehungsgeschichte stammt von Wilhelm Meise (1928). Es wird angenommen, dass diese Verteilung auf die Vergletscherungszyklen während des Pleistozäns zurückzuführen sein könnte, die dazu führte, dass sich die Mutterpopulation in Isolate aufspaltete, die anschließend ihre Verbreitungsgebiete wieder ausdehnten, als sich das Klima erwärmte und sekundären Kontakt verursachte.
Ein erster entsprechender fossiler Fund ist wahrscheinlich Corvus Pliocaenu Regalia aus dem Arnotal in Italien. Dieser Fund wird dem Tertiär zugeordnet. Aus dem Pleistozän sind weitere Funde von Knochenresten bekannt, die große Ähnlichkeit mit Corone aufweisen. Ein gesicherter Anfangspunkt für die Geschichte der Art lässt sich nicht angeben. Als Urform wird eine „graue“ Krähe angenommen. Aus der Nacheiszeit sind dann bereits alle rezenten Krähenarten bekannt.
In der Zeit der größten Vereisung Europas in der Mindel-Kaltzeit (vor etwa 460.000 bis 400.000 Jahren) und in der Riß-Kaltzeit (vor etwa zwischen 350.000 und 120.000 Jahren) könnte es in Folge von Vergletscherung und weiterer Umwelteinflüsse zu einer Isolation mehrerer Gruppen der vorher einheitlichen Krähenform gekommen sein. Die Westgruppe könnte das Pariser Becken, Westfrankreich und Spanien besiedelt haben. Die mittlere Gruppe könnte sich nach Italien, den Nordrand des Schwarzen Meeres, den Balkan und in den Kaukasus zurückgezogen haben. Die Ostgruppe, die Asien bewohnte, könnte das Gebiet der Angara als Zufluchtsort gewählt haben. Die Isolation währte vermutlich mehrere 10.000 oder gar 100.000 Jahre.
Nach dem Ende der letzten Kaltzeit vor etwa 11.700 Jahren begann das Vordringen der getrennten Krähenrassen in die ehemals von Gletschern bedeckten Gebiete. Die Nebelkrähe hatte dabei die größere Ausbreitungstendenz als die Rabenkrähe. Die Rabenkrähen drangen von Süden lediglich bis Holstein und Nordengland vor. Die Nebelkrähen sind über Finnland nach Skandinavien vorgedrungen und haben auch Schottland und Irland besiedelt. An den Grenzen der besiedelten Gebiete entstanden sogenannte Mischzonen bzw. Kontaktzonen.

## Lebensweise

### Ernährung
Die Nebelkrähe ist ein Allesfresser mit einer ähnlichen Ernährung wie die Rabenkrähe und ein ständiger Aasfresser. Sie ernähren sich von wirbellosen Tieren, Vogeleiern, Nestlingen, Amphibien, Mäusen, Beeren, Nüssen, Früchten und Sämereien, aber auch Abfall und Aas stehen auf ihrem Speiseplan.
Auf Küstenklippen stehlen sie die Eier von Möwen, Kormoranen und anderen Vögeln, wenn deren Besitzer abwesend sind. In städtischen Gebieten räumen sie auf der Futtersuche gern Mülltonnen aus. Ihre Funktion als Aasfresser ist elementar für ein gesundes Ökosystem. Ohne die Rabenvögel würden Tierkadaver zunehmend eine gesundheitliche Gefahr für andere Lebewesen darstellen. Nebelkrähen sind bekannt dafür, Muscheln und Krabben fallen zu lassen, um sie nach Art der Rabenkrähe zu zerbrechen.

### Fortpflanzung
Nebelkrähen halten sich gern in kleineren Gruppen und Familienverbänden auf. Sie führen monogame Dauerehen und brüten 1–2 Mal pro Jahr. Nebelkrähen beginnen allerdings erst im Alter von 3–5 Jahren zu brüten. Von März bis Juni bauen sie ihre Nester oft in höheren Baumlagen auf einem gepolsterten Nest. Die Nester stehen in der Regel einzeln, wenn auch wenig voneinander entfernt. Sie gleichen denen anderer Krähen und sind stets oben frei.
Es kommen aber auch Gebäudebruten, Bruten in Felsnischen und Bodenbruten vor. Während der Brut zieht sich das Vogelpaar in sein Revier zurück und verteidigt dies mit vollem Einsatz. Die Brutdauer beträgt etwa 17–20 Tage. Die Eier werden allein vom Weibchen bebrütet. Nach 30–35 Tagen verlassen die Jungvögel das Nest. Das Gelege besteht aus 3–5, selten 6 Eiern. Sehr selten findet man auch 7 Eier. Die braun gesprenkelten blauen Eier sind etwa 4,3 cm × 3,0 cm groß und wiegen durchschnittlich 19,8 g. Ein Jahr lang bleiben die Jungtiere bei ihren Eltern.

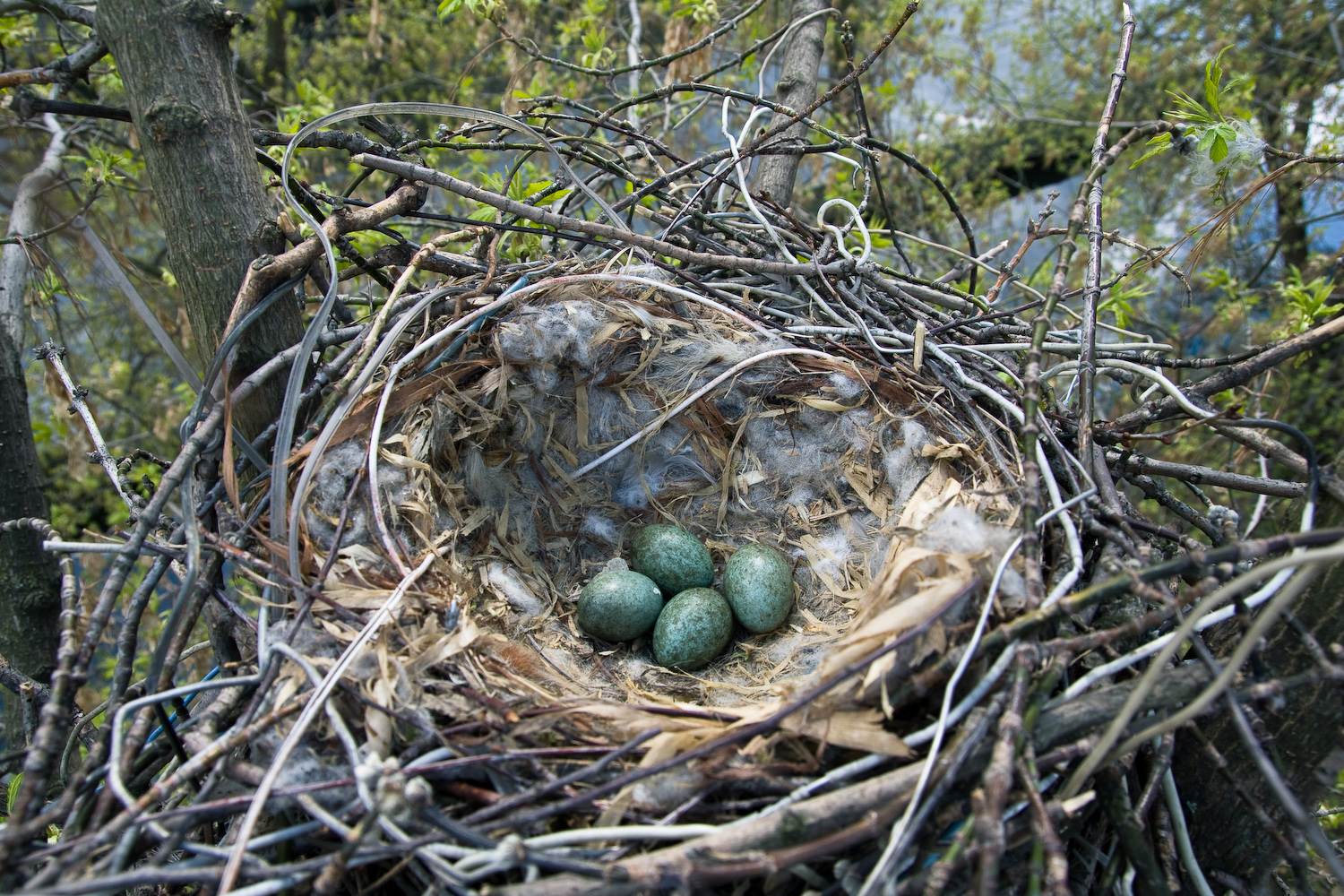
Nest mit Eiern
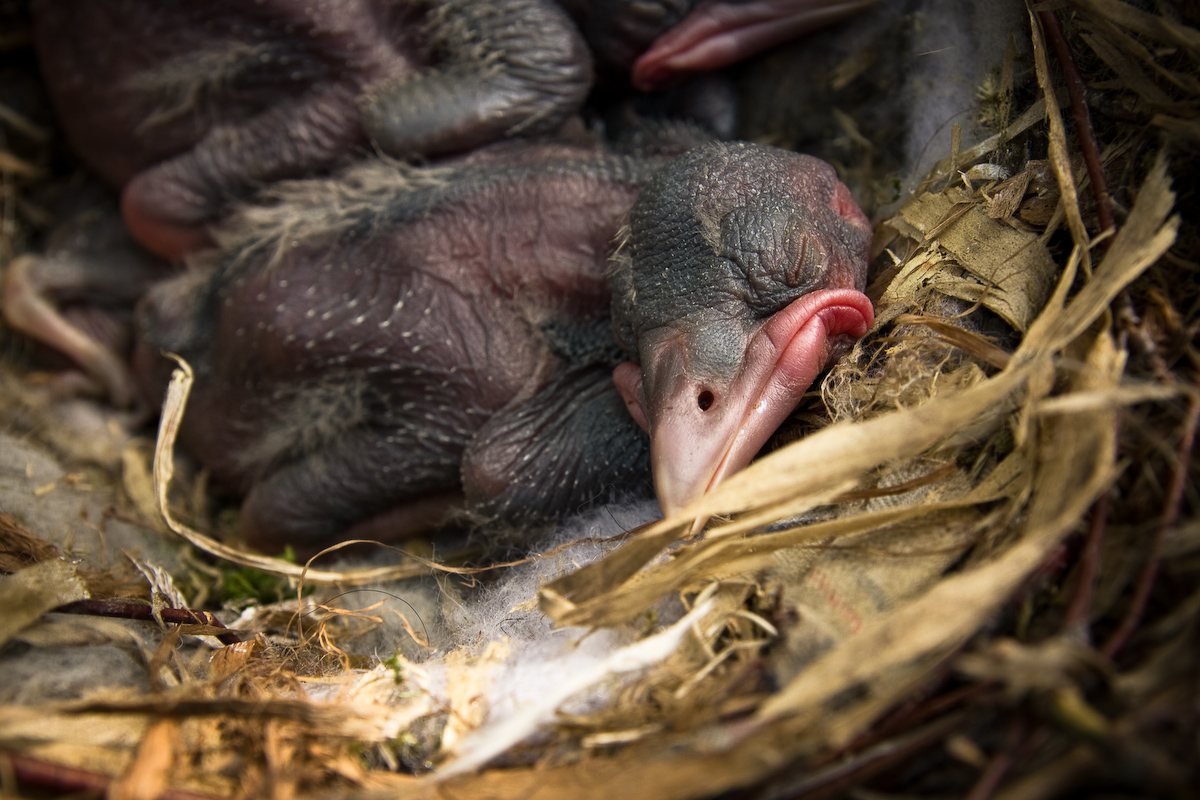
Jungvögel im Nest
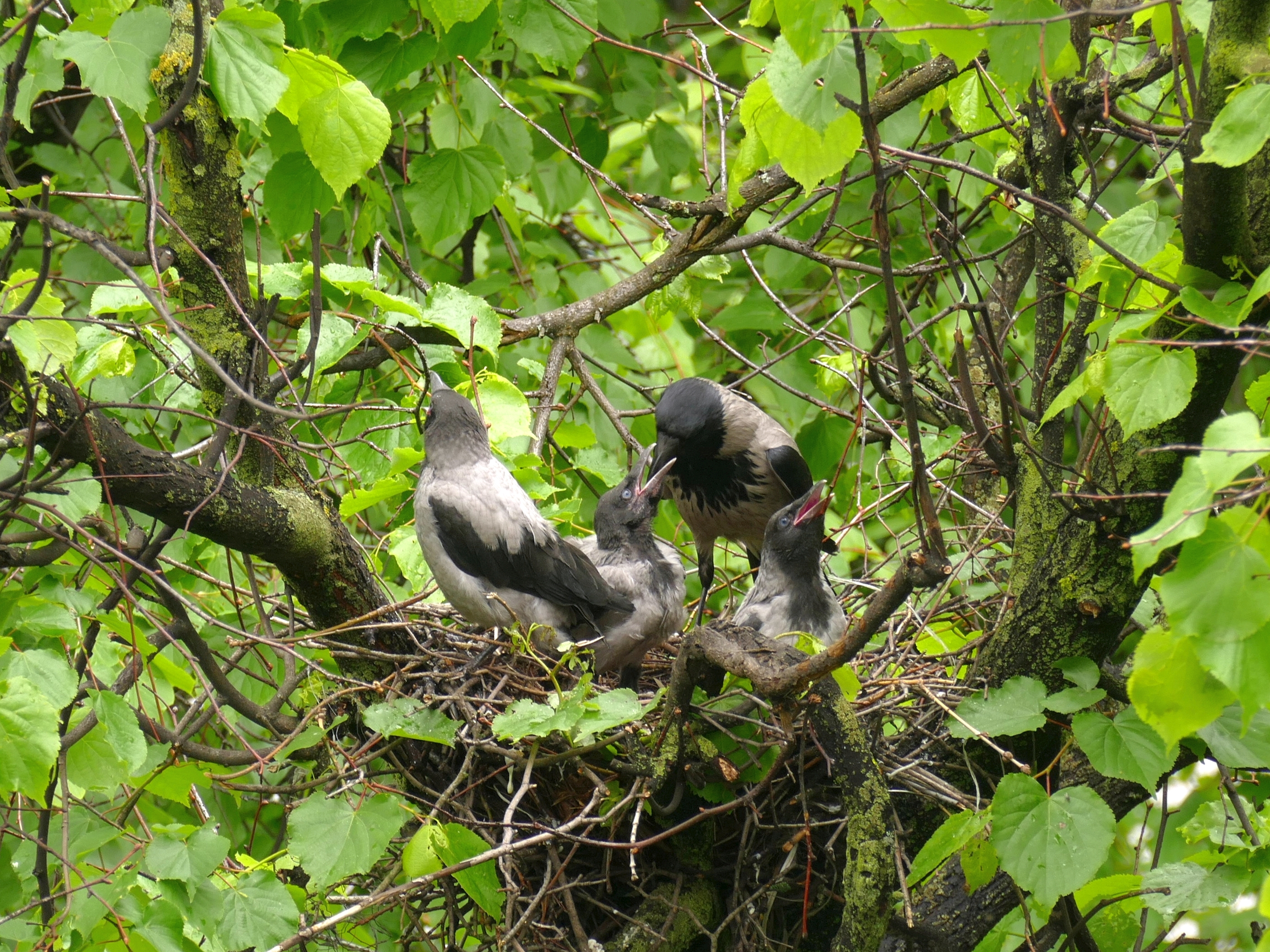
Jungvögel mit Eltern
- Flugunfähiger Jung-
vogel bei der Fütterung
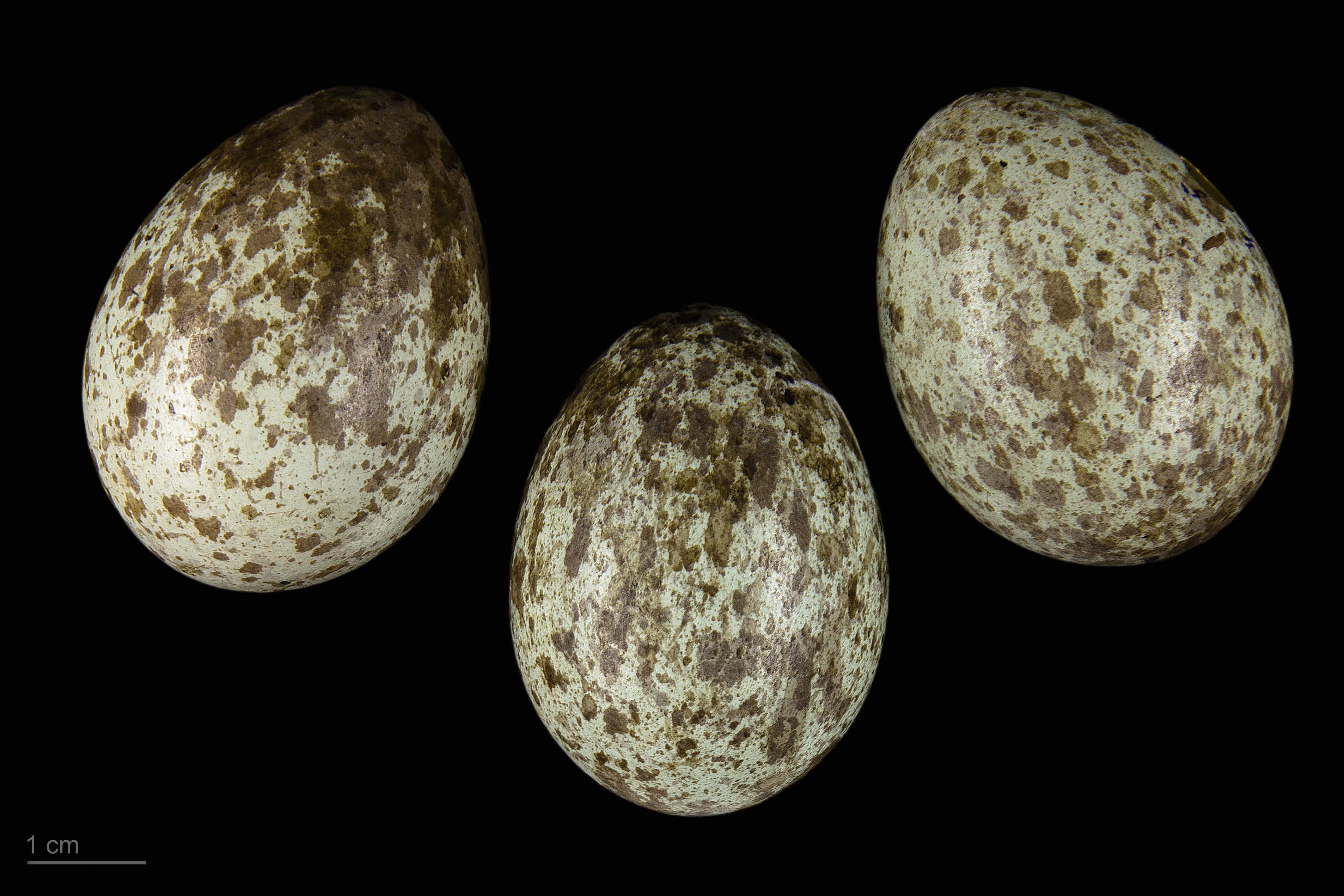
Corvus corone cornix  – Sammlung Museum von Toulouse

### Sozialverhalten
Die Nebelkrähen leben außerhalb der Brutzeit paarweise oder in kleinen Familienverbänden. Im Herbst und im Winter sieht man sie auch in großen Schwärmen. Sie können Fluggeschwindigkeiten von bis zu 50 km/h erreichen. Nebelkrähen scheuen die menschliche Nähe kaum. Nebelkrähen leben häufig in offenem Gelände. Sie brüten in Wäldern und Baumgruppen. Immer häufiger begegnet man ihnen auch in Parks und Gärten. Auf Feldern und Äckern findet man sie bei der Nahrungssuche. Hinsichtlich des Sozialverhaltens gibt es bei den Nebelkrähen eine Trennung der Population in Brutvögel, die Territorien besitzen, und locker zusammenhaltenden Nichtbrütertrupps. Letztere bestehen aus ein- bis fünfjährigen Vögeln. Im Alter von rund sieben Jahren rücken die Mitglieder der Nichtbrütertrupps in die Brutgesellschaft nach. Die nördlich lebenden Nebelkrähen sind Zugvögel, die in großer Zahl bei Beginn des Winters fortziehen.

### Alter
Die Lebenserwartung beträgt etwa 10–15 Jahre.

## Bestand und Gefährdung
Die Rote Liste der Brutvögel Deutschlands aus dem Jahre 2007 ergab für die Nebelkrähe einen Bestand von 63.000 bis 84.000 Individuen. Sie befindet sich damit in der Stufe „mittelhäufig“ (10.000 bis 100.000 Brutpaare). Die Bestandsentwicklung von 1980 bis 2005 wurde als stabil bewertet, da innerhalb des gesamten Zeitraumes keine Schwankungen von mehr als 20 Prozent aufgetreten sind.
Das Bundesland Mecklenburg-Vorpommern gab 2016 den Bestand an Nebelkrähen mit 15.000–20.000 Brutpaaren an. Im benachbarten Schleswig-Holstein wurden nur 34 Brutpaare angegeben. Für das Jahr 2015 wurden in Sachsen-Anhalt 5000–8000 Brutpaare verzeichnet. Bei der Stunde der Gartenvögel 2021 wurden 12596 Zählungen der Nebelkrähe angegeben. Sie konnte demnach in 4,87 % der Gärten gesichtet werden und war von der Häufigkeit auf Platz 34 der angegebenen Vögel. Insgesamt gilt der Bestand der Nebelkrähe als nicht gefährdet.